# Рагнар Естберг
Рагнар Естберг (швед. Ragnar Östberg; 14 липня 1866, Стокгольм — 5 лютого, 1945) — шведський архітектор та викладач зламу ХІХ-ХХ ст.

## Життєпис
Народився в місті Стокгольм. Походив з родини чиновника.
Освіту здобув в Стокгольмському технологічному інституті (1885—1889 рр.), а потім в художній академії (1888—1891 рр.)
Статки родини дозолили створити декілька закордонних подорожей, відвідав Велику Британію, Францію, Іспанію, Італію, Грецію. Один з небагатьох шведів, що відвідав Сполучені Штати не з метою еміграції, а з освітньою метою. На ранньому етапі архітектурної практики його керівником був шведський архітектор Ісак Густав Клейсон.
Починав архітектурну практику як будівничий заміських будинків та вілл. Перше і значуще державне замовлення було пов'язано з будівництвом нової стокгольмської ратуші (1911 р.). Споруда стане пмітним зразком північного модерну або національного романтичного стилю. Після цього була перерва. Серед значимих споруд для столиці Швеції — Патентне бюро і офіс реєстрації, міст Ріксборн, так званий Промисловий центр. В останній споруді вперше виявив риси, притаманні архітектурі функціоналізму. Вдало працював в обох стилістиках, використовував суворі архітектурні образи.
Використовував різні будівельні матеріали, як червону цеглу, білі архітектурні деталі, деревину тощо. Ашанська вілла за його проєктом поєднувала риси неокласики і північного модерну, при ьому идудувана з деревини. Заміські помешкання для представників художніх пофесій
доволі вдало вписні в природне оточення. Серед них заміський будинок для жінки-художниці Рози Бонер та шведського скульптора Карла Ельда. Серед кращих пізніх творів — проєкт музея шведського художника Андерса Цорна.
В період праці викладачем (1922—1932) його архітектурна прктика була помітно зменшена. Одна з його учнів Інгеборг Верн Бугге. Відомий тим, що займався дизайном меблів.

## Відомі архітектурні твори
- Ратуша, острів Кунсгольм, Стокгольм
- Міст Ріксборн, Стокгольм
- Патентне бюро та офіс реєстрації, Стокгольм (проєкт 1911 р., доопорацювання 1921 р.)
- Вілла Паулі
- Вілла Шаринська, Умео, 1905 р.
- Вілла Рози Бонер в Даларе
- Так званий Промисловий центр, нині приміщення галерей та рекламне бюро, Стокгольм
- Національний морський музей, Стокгольм (1934 р.)
- Музей Андерса Цорна, Мур (1938—1939 рр.)

## Обрані фото (галерея)

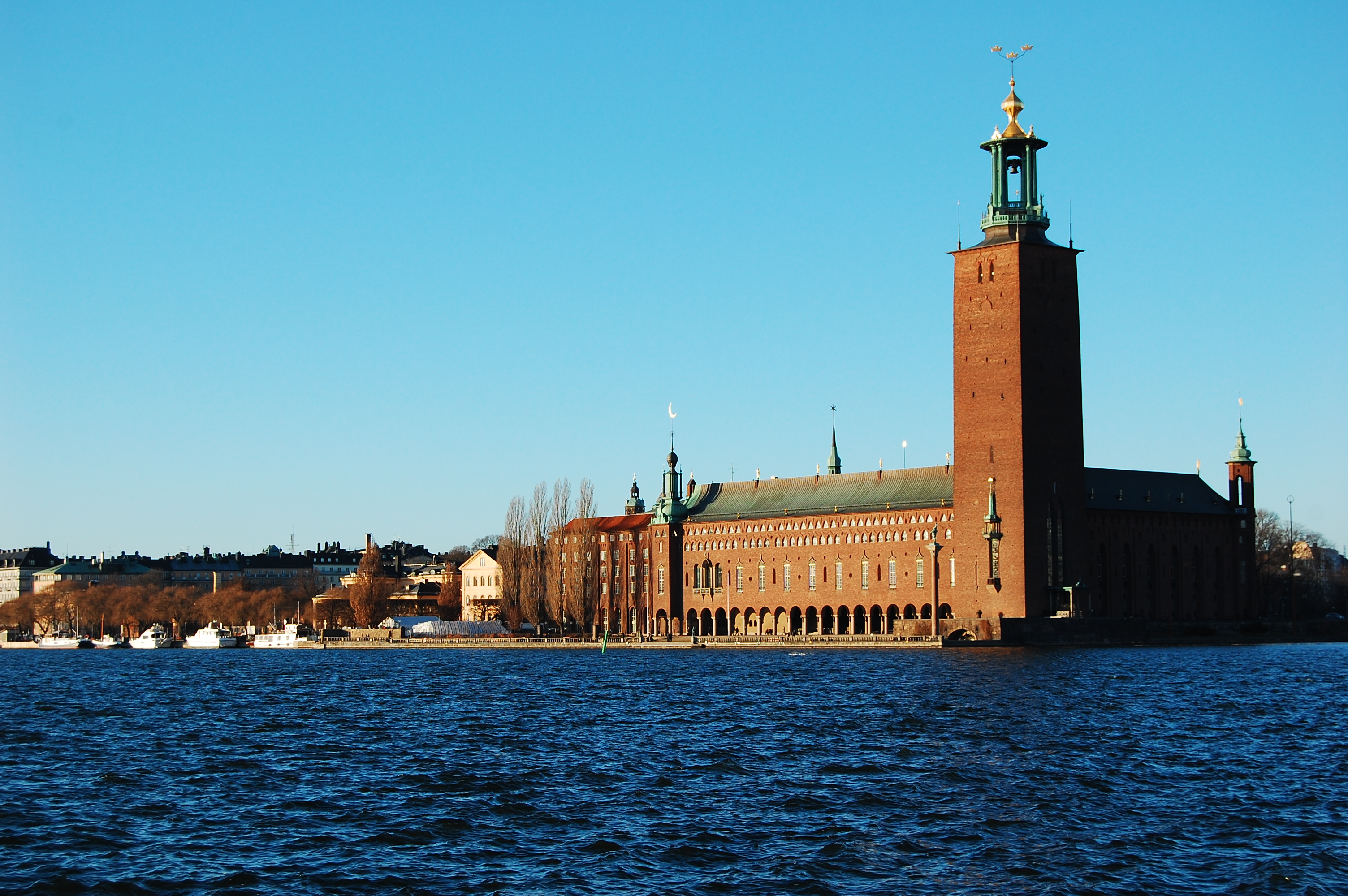
Арх. Рагнар Естберг. Ратуша, острів Кунсгольм, Стокгольм
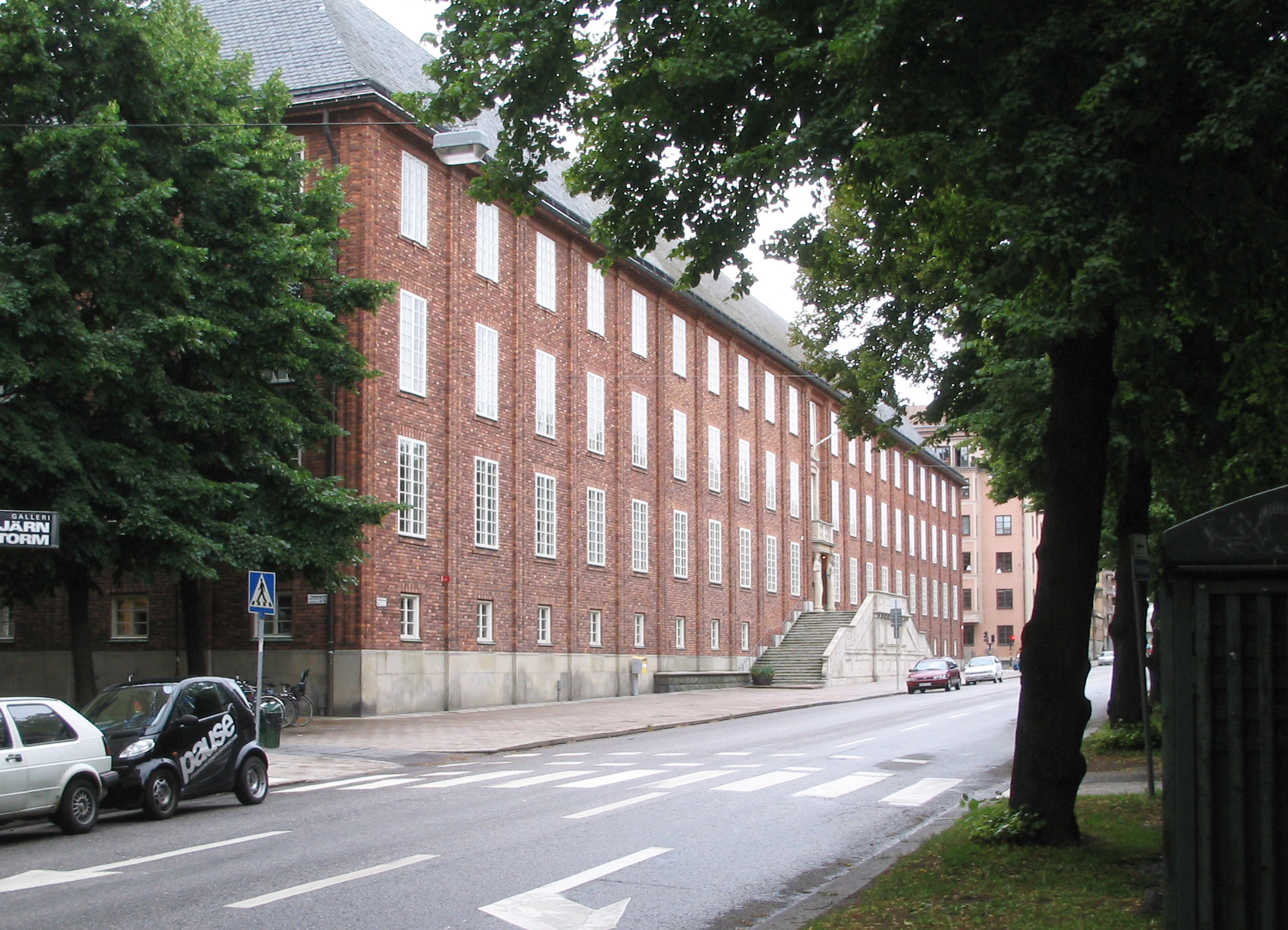
Патентне бюро та офіс реєстрації, стокгольм
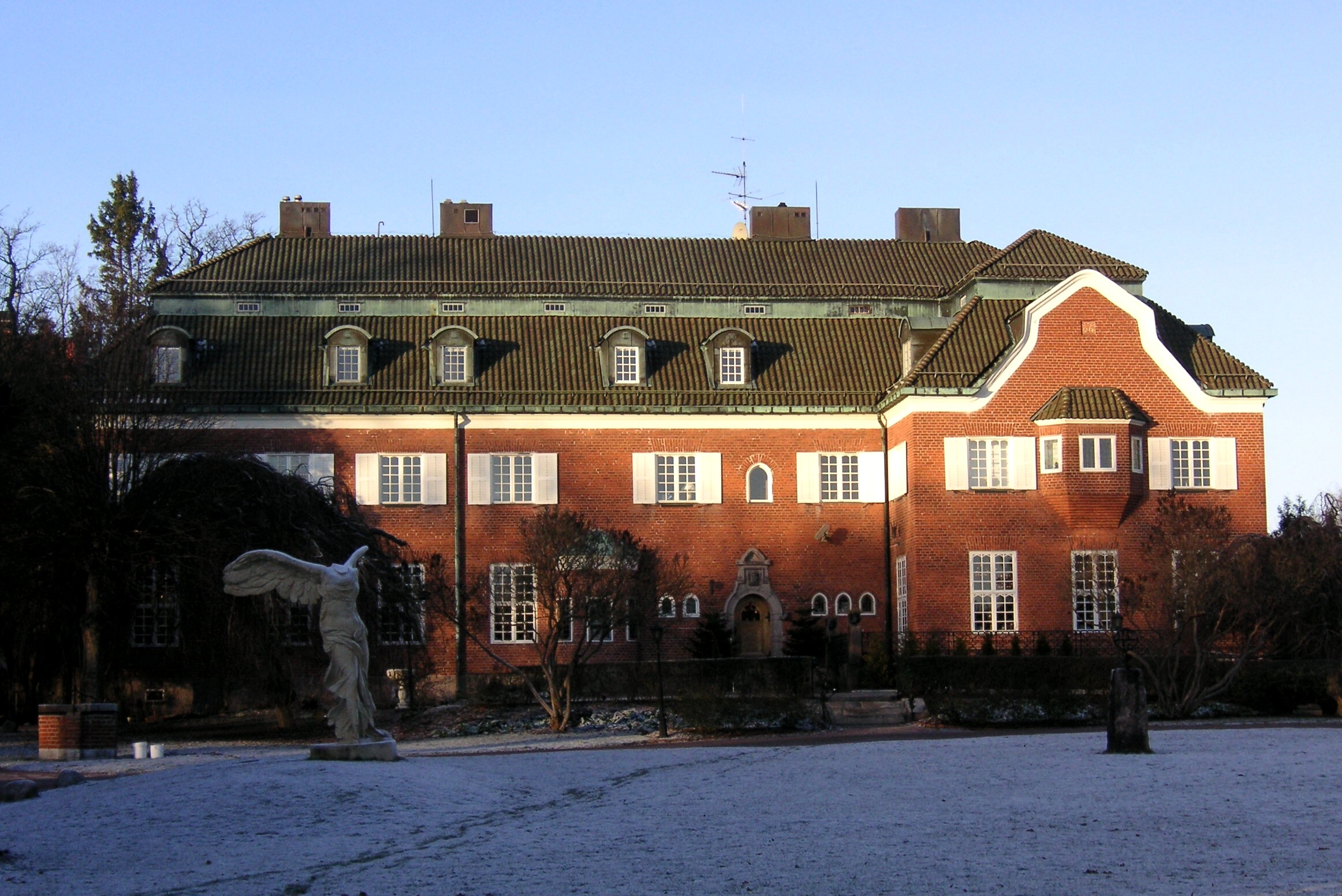
Арх. Рагнар Естберг. Вілла Паулі
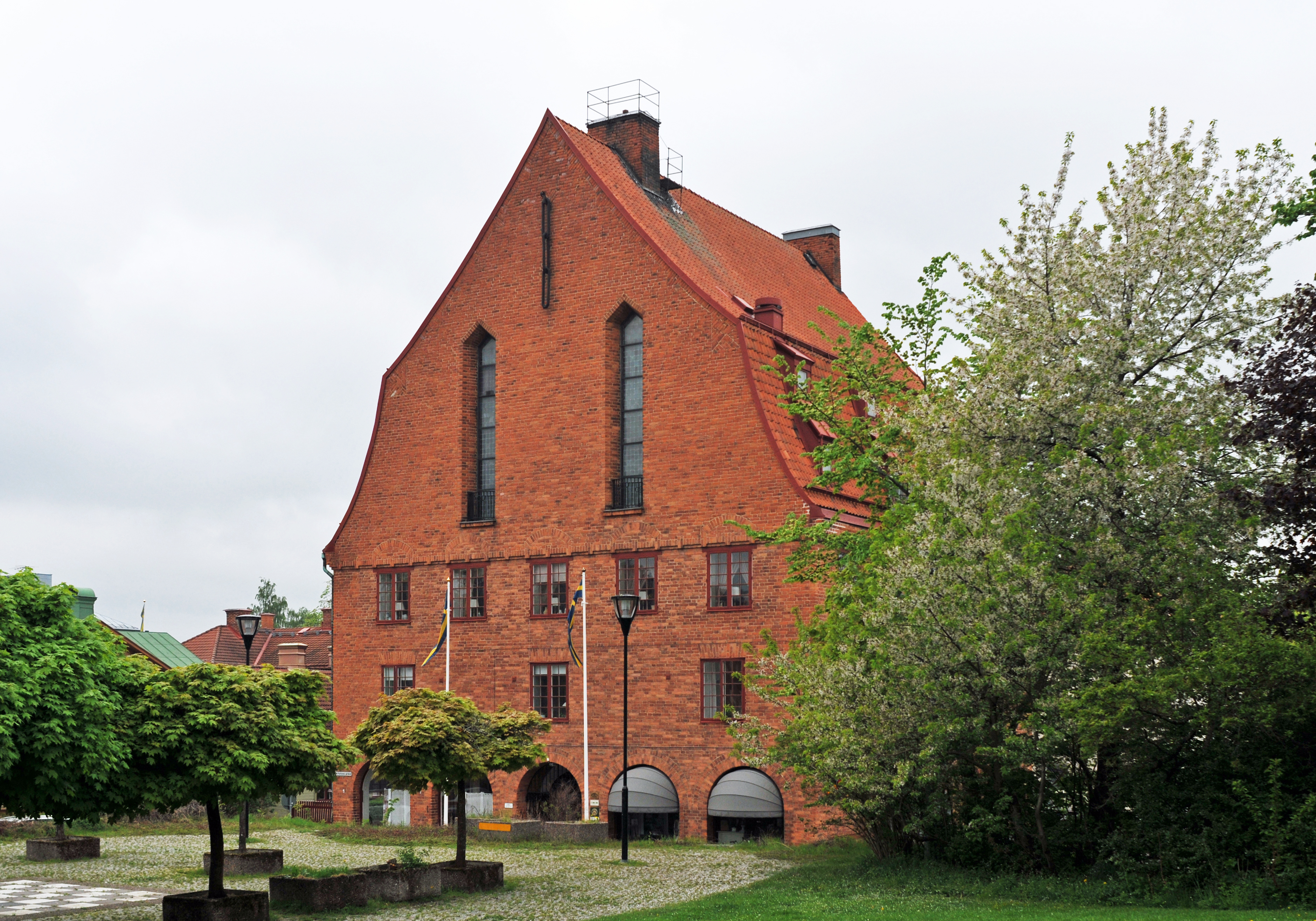
Арх. Рагнар Естберг. Клуб незалежних диваків, Нючепінг, Швеція
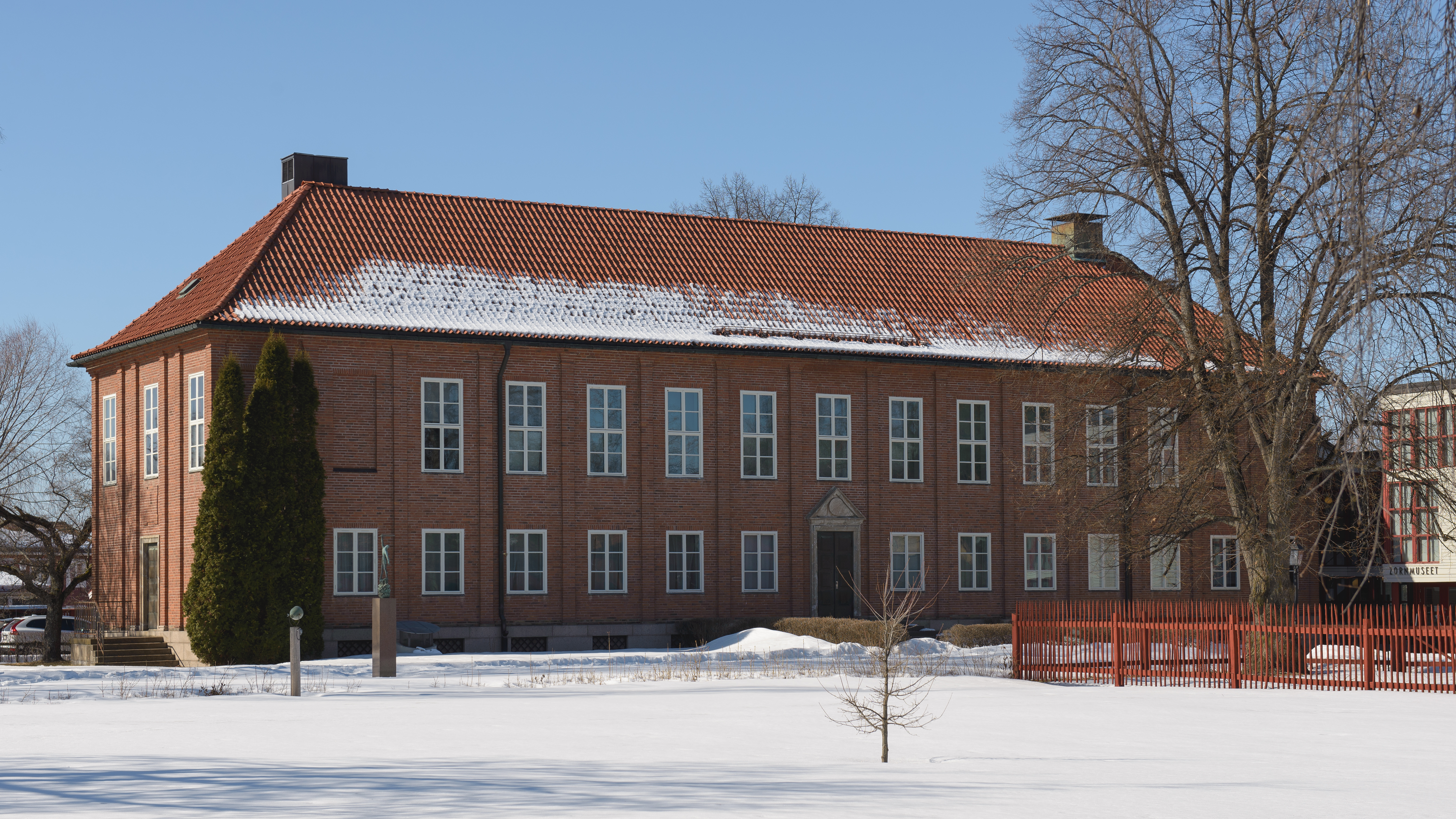
Арх. Рагнар Естберг. Музей шведського художника Андерса Цорна

## Дерев'яні споруди в стилі північний модерн (національний романтизм)

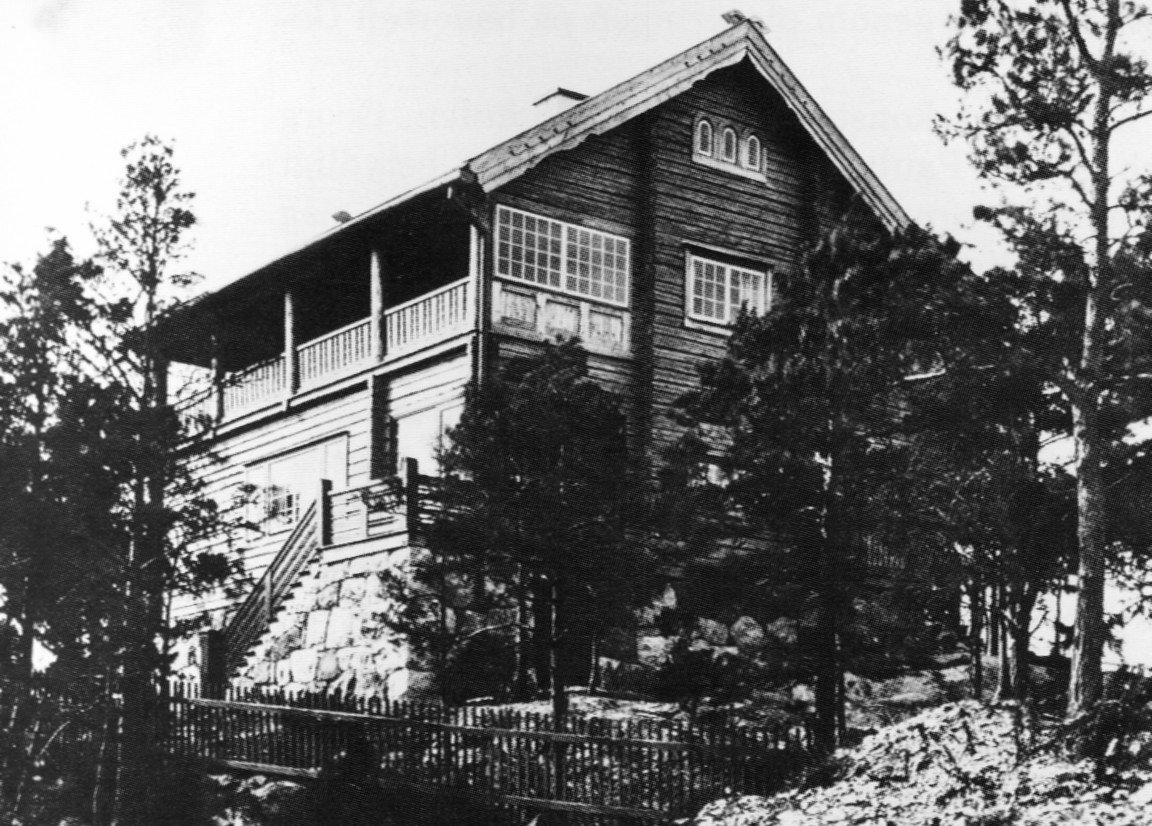
Арх. Рагнар Естберг. Заміський будинок Рози Бонер в Даларе, 1904 рік, архівне фото.
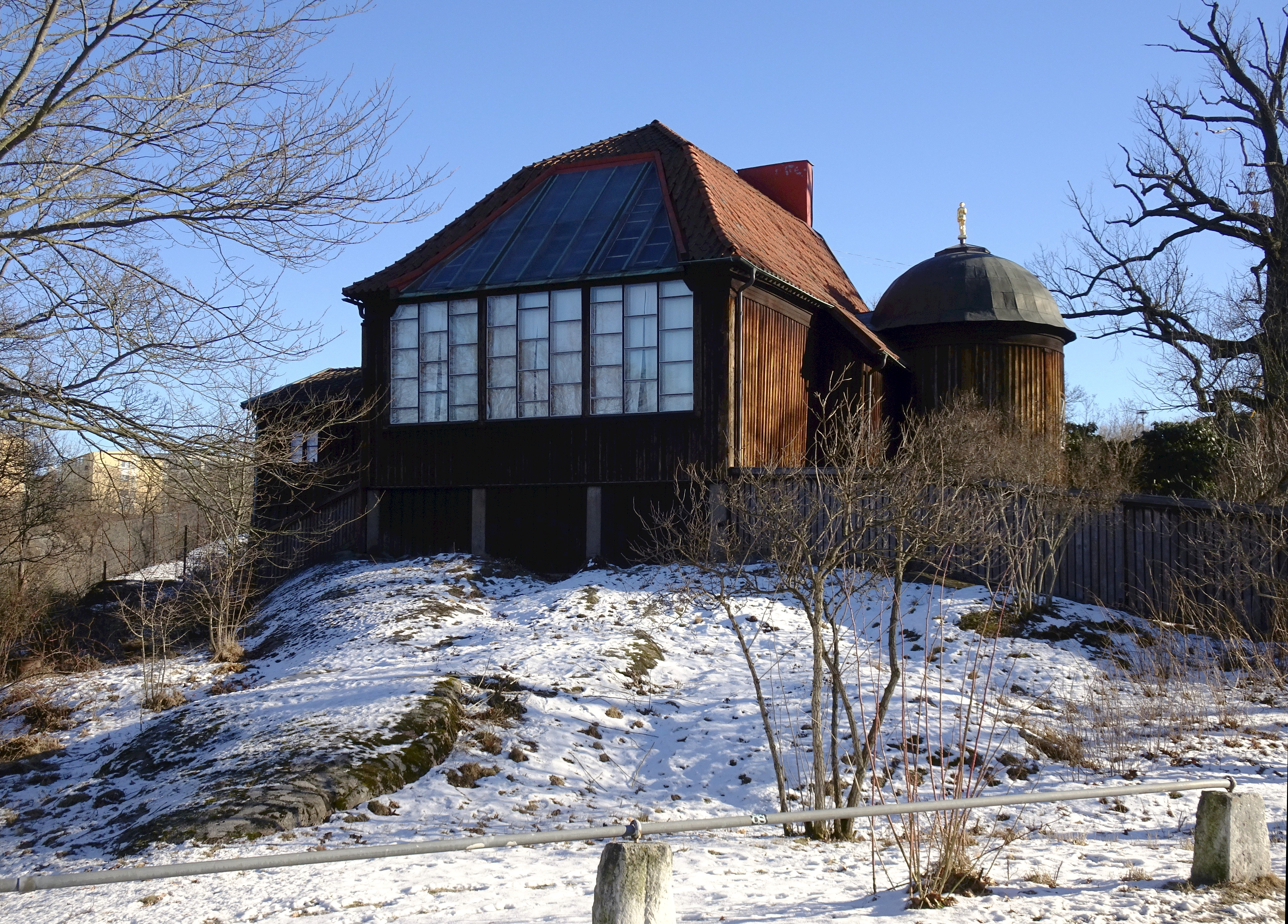
Арх. Рагнар Естберг. Маєток скульптора Карла Ельда, нині музей
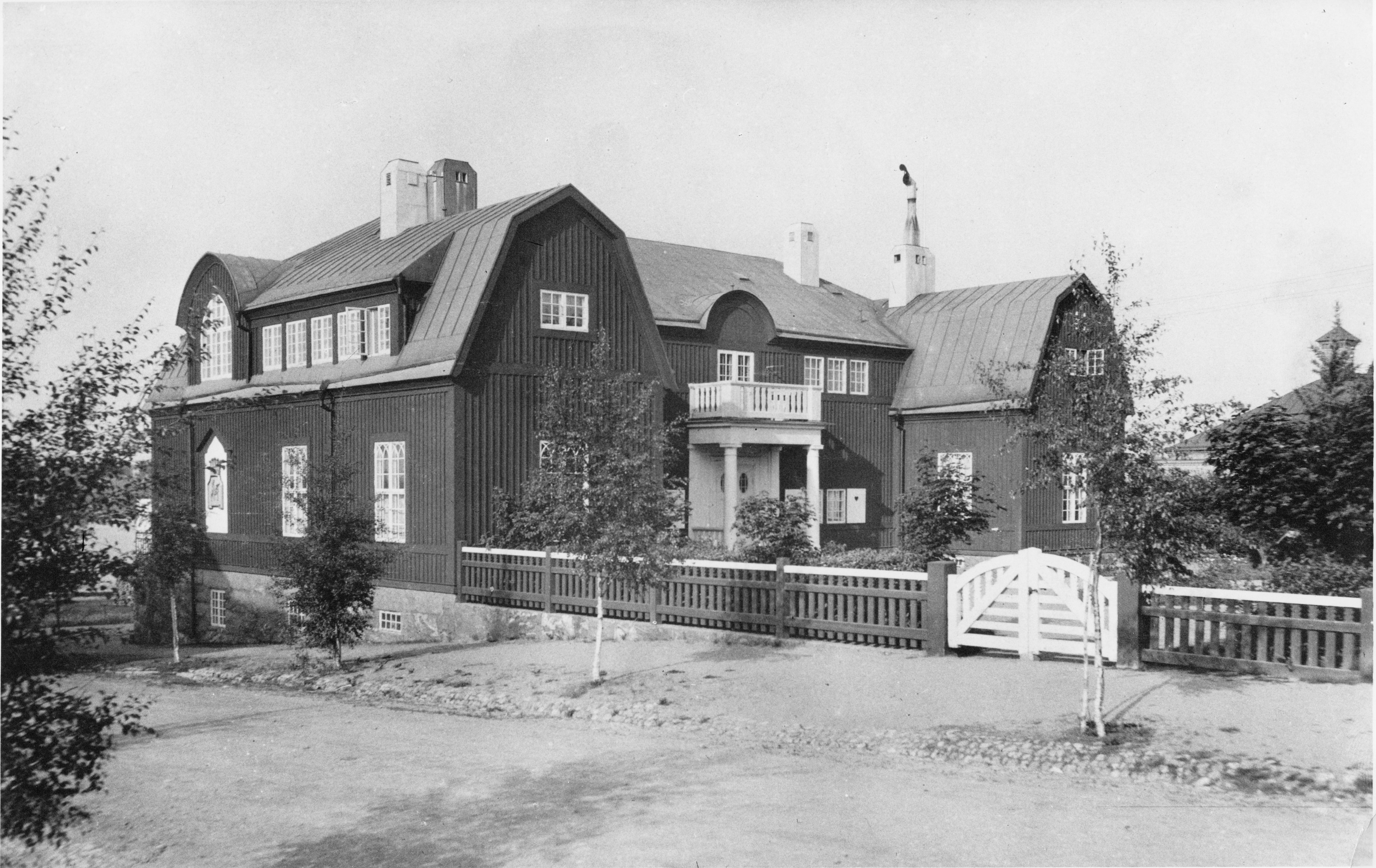
Арх. Рагнар Естберг. Ашанська вілла, архівне фото.
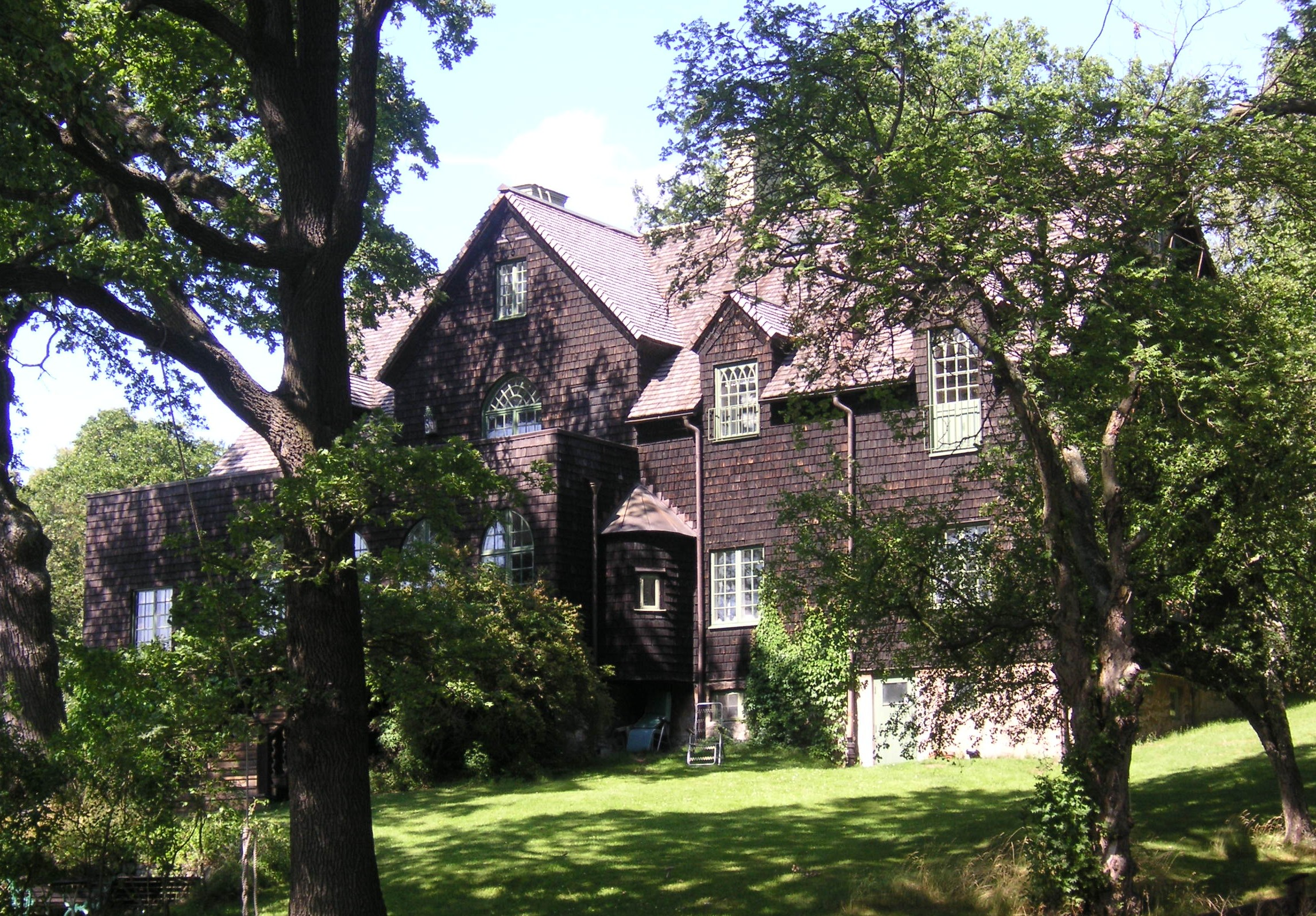
Арх. Рагнар Естберг. Вілла Мальберг
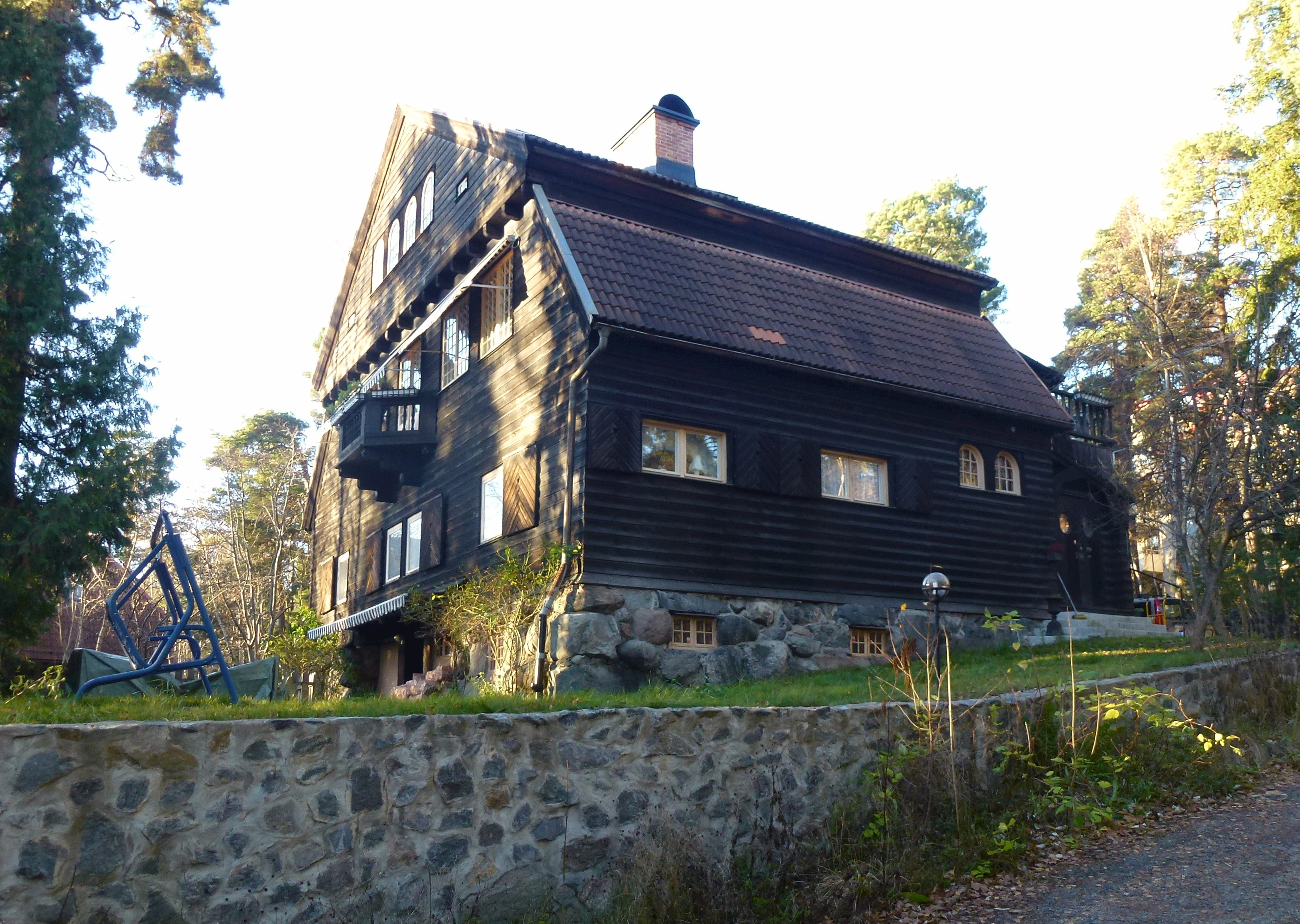
Арх. Рагнар Естберг. Заміський будинок Йорга Ларссона.